# Jella Haase
Pour les articles homonymes, voir Haase.
Jella Haase, née le 26 octobre 1992 à Berlin-Kreuzberg, est une actrice allemande.

## Biographie
Elle est née à Berlin-Kreuzberg en Allemagne. Sa mère est dentiste. Jella a commencé sa carrière d'actrice au théâtre. 
En 2009, elle tourne son premier court métrage intitulé Der letzte Rest à l'âge de 15 ans.
Elle est surtout connue pour son rôle de Chantal dans la comédie Un prof pas comme les autres de Bora Dagtekin en 2013. Elle est d'ailleurs nommée au Deutscher Filmpreis dans la catégorie « Meilleure actrice dans un second rôle » en 2014.
En 2022, elle perce l’écran dans le rôle de Kleo Jenifer Straub, une tueuse de la Stasi, dans le feuilleton allemand Kleo produit et diffusé par Netflix,.

## Filmographie

### Cinéma

#### Longs métrages
- 2011 : Männerherzen 2 de Simon Verhoeven : Antonia
- 2011 : Lollipop Monster de Ziska Riemann : Ariane
- 2011 : Guerrière (Kriegerin) de David Wnendt : Svenja
- 2012 : Ruhm de Isabel Kleefeld : Rosalie jeune
- 2013 : Un prof pas comme les autres (Fack Ju Göhte) de Bora Dagtekin : Chantal
- 2013 : Puppe de Sebastian Kutzli : Leila
- 2013 : König von Deutschland (de) de David Dietl : Mira
- 2014 : Unga Sophie Bell de Amanda Adolfsson : Lisa
- 2015 : Un prof pas comme les autres 2 (Fack Ju Göhte 2) de Bora Dagtekin : Chantal
- 2015 : Heidi de Alain Gsponer : Tinette
- 2015 : Die Klasse - Berlin 61 de Ben Von Grafenstein : Eva
- 2015 : Vier Könige (de) de Theresa von Eltz : Lara
- 2016 : Nirgendwo de Matthias Starte : Mischa
- 2016 : Looping de Leonie Krippendorff : Leila
- 2017 : Get Lost de Daniela Amavia : Trista
- 2017 : Un prof pas comme les autres 3 (Fack Ju Göhte 3) de Bora Dagtekin : Chantal
- 2019 : Kidnapping Stella de Thomas Sieben : Stella Mertens
- 2019 : Die Goldfische
- 2020 : Berlin Alexanderplatz : Mietze
- 2020 : Cocon (Kokon) : Romy
- 2020 : La Liberté ou la Mort (Bis wir tot sind oder frei) d'Oliver Rihs (de)
- 2021 : Thomas le dissident (Lieber Thomas) d'Andreas Kleinert (de)
- 2024 : Chantal im Märchenland

#### Courts métrages
- 2009 : Der letzte Rest : Jenny Bode
- 2010 : Orpheus[Lequel ?] de Mingus Ballhaus[Qui ?] : Annas Schwester
- 2011 : Licht de Matthias Schmidt : Sarah Berger
- 2016 : The Huntingtans: Chewing Gum and Love Affairs de Sergej Moya : Kate Huntingtan
- 2017 : Nowhere de Sotiris Palaskas : Eva
- 2020 : Paule und das Krippenspiel

### Télévision

#### Téléfilms
- 2009 : Une mère envahissante de Isabel Kleefeld : Jette Fischer
- 2009 : Un mari, un amant, un bébé de Hansjörg Thurn : Sophie
- 2010 : Meine Familie bringt mich um de Christiane Balthasar : Carli
- 2011 : Hannah Mangold & Lucy Palm de Florian Schwarz : Laura Mangold
- 2013 : Hannah Mangold & Lucy Palm - Im Rudel de Florian Baxmeyer : Laura Mangold
- 2013 : Eine verhängnisvolle Nacht de Miguel Alexandre : Paula
- 2013 : Die goldene Gans de Carsten Fiebeler : Princesse Luise
- 2015 : Quatre Rois : Lara
- 2017 : Das Leben Danach de Nicole Weegmann : Antonia

#### Séries télévisées
- 2009-2010 : Bukow and König : Aurelia Brehme (2 épisodes)
- 2010 : Alpha 0.7 - Der Feind in dir : Meike Berger (6 épisodes)
- 2010 : Double Trouble : Clara Maiwald (1 épisode)
- 2012 : Kommissar Stolberg : Angela Vessel (1 épisode)
- 2014 : Helen Dorn : Sarah Thomsen (1 épisode)
- 2014 : Der Kriminalist : Manja Nowak (1 épisode)
- 2015 : The Team : Bianca Loukauskis (8 épisodes)
- 2013-2016 : Tatort : Maria Magdalena Mohr (2 épisodes)
- 2022-2024 : Kleo : Kleo Jenifer Straub (2 saisons, 14 épisodes)

### Doublage
- 2017 : Ritter Rost - Das Schrottkomplott : Burgfräulein Bö (voix allemande)